# Grand Prix Stanów Zjednoczonych 2023
Grand Prix Stanów Zjednoczonych 2023, oficjalnie Formula 1 Lenovo United States Grand Prix 2023 – formalnie dziewiętnasta runda Mistrzostw Świata Formuły 1 w sezonie 2023. Weekend Grand Prix odbył się w dniach 20–22 października 2023 na torze Circuit of the Americas w Austin. Wyścig wygrał Max Verstappen (Red Bull Racing), a na podium kolejno stanęli Lando Norris (McLaren) oraz Carlos Sainz Jr. (Ferrari).

## Lista startowa
| Nr          | Kierowca         | Zespół                                | Samochód                          | Silnik              | Opony |
| ----------- | ---------------- | ------------------------------------- | --------------------------------- | ------------------- | ----- |
| 1           | Max Verstappen   | Oracle Red Bull Racing                | Red Bull RB19                     | Honda RBPTH001      | P     |
| 2           | Logan Sargeant   | Williams Racing                       | Williams FW45                     | Mercedes-AMG F1 M14 | P     |
| 3           | Daniel Ricciardo | Scuderia AlphaTauri                   | AlphaTauri AT04                   | Honda RBPTH001      | P     |
| 4           | Lando Norris     | McLaren F1 Team                       | McLaren MCL60                     | Mercedes-AMG F1 M14 | P     |
| 10          | Pierre Gasly     | BWT Alpine F1 Team                    | Alpine A523                       | Renault E-Tech RE23 | P     |
| 11          | Sergio Pérez     | Oracle Red Bull Racing                | Red Bull RB19                     | Honda RBPTH001      | P     |
| 14          | Fernando Alonso  | Aston Martin Aramco Cognizant F1 Team | Aston Martin AMR23                | Mercedes-AMG F1 M14 | P     |
| 16          | Charles Leclerc  | Scuderia Ferrari                      | Ferrari SF-23                     | Ferrari 066/10      | P     |
| 18          | Lance Stroll     | Aston Martin Aramco Cognizant F1 Team | Aston Martin AMR23                | Mercedes-AMG F1 M14 | P     |
| 20          | Kevin Magnussen  | MoneyGram Haas F1 Team                | Haas VF-23                        | Ferrari 066/10      | P     |
| 22          | Yūki Tsunoda     | Scuderia AlphaTauri                   | AlphaTauri AT04                   | Honda RBPTH001      | P     |
| 23          | Alexander Albon  | Williams Racing                       | Williams FW45                     | Mercedes-AMG F1 M14 | P     |
| 24          | Zhou Guanyu      | Alfa Romeo F1 Team Stake              | Alfa Romeo C43                    | Ferrari 066/10      | P     |
| 27          | Nico Hülkenberg  | MoneyGram Haas F1 Team                | Haas VF-23                        | Ferrari 066/10      | P     |
| 31          | Esteban Ocon     | BWT Alpine F1 Team                    | Alpine A523                       | Renault E-Tech RE23 | P     |
| 44          | Lewis Hamilton   | Mercedes-AMG PETRONAS F1 Team         | Mercedes-AMG F1 W14 E Performance | Mercedes-AMG F1 M14 | P     |
| 55          | Carlos Sainz Jr. | Scuderia Ferrari                      | Ferrari SF-23                     | Ferrari 066/10      | P     |
| 63          | George Russell   | Mercedes-AMG PETRONAS F1 Team         | Mercedes-AMG F1 W14 E Performance | Mercedes-AMG F1 M14 | P     |
| 77          | Valtteri Bottas  | Alfa Romeo F1 Team Stake              | Alfa Romeo C43                    | Ferrari 066/10      | P     |
| 81          | Oscar Piastri    | McLaren F1 Team                       | McLaren MCL60                     | Mercedes-AMG F1 M14 | P     |
| Źródło: FIA |                  |                                       |                                   |                     |       |

## Wyniki

### Najlepszy czas sesji treningowej
| Nr          | Kierowca       | Konstruktor                | Czas     | Okr. |
| ----------- | -------------- | -------------------------- | -------- | ---- |
| 1           | Max Verstappen | Red Bull Racing-Honda RBPT | 1:35,912 | 23   |
| Źródło: FIA |                |                            |          |      |

### Kwalifikacje
| P                    | Nr | Kierowca         | Konstruktor                  | Czasy w kwalifikacjach | Czasy w kwalifikacjach | Czasy w kwalifikacjach | Poz. s. |
| P                    | Nr | Kierowca         | Konstruktor                  | Q1                     | Q2                     | Q3                     | Poz. s. |
| -------------------- | -- | ---------------- | ---------------------------- | ---------------------- | ---------------------- | ---------------------- | ------- |
| 1                    | 16 | Charles Leclerc  | Ferrari                      | 1:36,061               | 1:35,004               | 1:34,723               | 1       |
| 2                    | 4  | Lando Norris     | McLaren-Mercedes             | 1:35,110               | 1:35,441               | 1:34,853               | 2       |
| 3                    | 44 | Lewis Hamilton   | Mercedes                     | 1:35,091               | 1:35,240               | 1:34,862               | 3       |
| 4                    | 55 | Carlos Sainz Jr. | Ferrari                      | 1:35,824               | 1:35,302               | 1:34,945               | 4       |
| 5                    | 63 | George Russell   | Mercedes                     | 1:36,165               | 1:35,606               | 1:35,079               | 5       |
| 6                    | 1  | Max Verstappen   | Red Bull Racing-Honda RBPT   | 1:35,346               | 1:35,008               | 1:35,081               | 6       |
| 7                    | 10 | Pierre Gasly     | Alpine-Renault               | 1:36,158               | 1:35,496               | 1:35,089               | 7       |
| 8                    | 31 | Esteban Ocon     | Alpine-Renault               | 1:36,131               | 1:35,413               | 1:35,154               | 8       |
| 9                    | 11 | Sergio Pérez     | Red Bull Racing-Honda RBPT   | 1:35,989               | 1:35,679               | 1:35,173               | 9       |
| 10                   | 81 | Oscar Piastri    | McLaren-Mercedes             | 1:36,064               | 1:35,576               | 1:35,467               | 10      |
| 11                   | 22 | Yūki Tsunoda     | AlphaTauri-Honda RBPT        | 1:35,913               | 1:35,697               |                        | 11      |
| 12                   | 24 | Zhou Guanyu      | Alfa Romeo-Ferrari           | 1:36,052               | 1:35,698               |                        | 12      |
| 13                   | 77 | Valtteri Bottas  | Alfa Romeo-Ferrari           | 1:36,082               | 1:35,858               |                        | 13      |
| 14                   | 20 | Kevin Magnussen  | Haas-Ferrari                 | 1:36,009               | 1:35,880               |                        | PL      |
| 15                   | 3  | Daniel Ricciardo | AlphaTauri-Honda RBPT        | 1:36,213               | 1:35,974               |                        | 14      |
| 16                   | 27 | Nico Hülkenberg  | Haas-Ferrari                 | 1:36,235               |                        |                        | PL      |
| 17                   | 14 | Fernando Alonso  | Aston Martin Aramco-Mercedes | 1:36,268               |                        |                        | PL      |
| 18                   | 23 | Alexander Albon  | Williams-Mercedes            | 1:36,315               |                        |                        | 15      |
| 19                   | 18 | Lance Stroll     | Aston Martin Aramco-Mercedes | 1:36,589               |                        |                        | PL      |
| 20                   | 2  | Logan Sargeant   | Williams-Mercedes            | 1:36,827               |                        |                        | 16      |
| 107% czasu: 1:41,747 |    |                  |                              |                        |                        |                        |         |
| Źródło: FIA          |    |                  |                              |                        |                        |                        |         |

### Sprint Shootout
| P                    | Nr | Kierowca         | Konstruktor                  | Czasy w shootoucie | Czasy w shootoucie | Czasy w shootoucie | Poz. s. |
| P                    | Nr | Kierowca         | Konstruktor                  | SQ1                | SQ2                | SQ3                | Poz. s. |
| -------------------- | -- | ---------------- | ---------------------------- | ------------------ | ------------------ | ------------------ | ------- |
| 1                    | 1  | Max Verstappen   | Red Bull Racing-Honda RBPT   | 1:35,997           | 1:35,181           | 1:34,538           | 1       |
| 2                    | 16 | Charles Leclerc  | Ferrari                      | 1:35,999           | 1:35,386           | 1:34,593           | 2       |
| 3                    | 44 | Lewis Hamilton   | Mercedes                     | 1:36,393           | 1:35,887           | 1:34,607           | 3       |
| 4                    | 4  | Lando Norris     | McLaren-Mercedes             | 1:36,499           | 1:35,594           | 1:34,639           | 4       |
| 5                    | 81 | Oscar Piastri    | McLaren-Mercedes             | 1:36,703           | 1:35,753           | 1:34,894           | 5       |
| 6                    | 55 | Carlos Sainz Jr. | Ferrari                      | 1:36,268           | 1:35,542           | 1:34,939           | 6       |
| 7                    | 11 | Sergio Pérez     | Red Bull Racing-Honda RBPT   | 1:36,347           | 1:35,718           | 1:35,041           | 7       |
| 8                    | 63 | George Russell   | Mercedes                     | 1:36,281           | 1:35,847           | 1:35,199           | 11      |
| 9                    | 23 | Alexander Albon  | Williams-Mercedes            | 1:36,230           | 1:35,947           | 1:35,366           | 8       |
| 10                   | 10 | Pierre Gasly     | Alpine-Renault               | 1:36,595           | 1:35,785           | 1:35,897           | 9       |
| 11                   | 3  | Daniel Ricciardo | AlphaTauri-Honda RBPT        | 1:36,737           | 1:35,978           |                    | 10      |
| 12                   | 14 | Fernando Alonso  | Aston Martin Aramco-Mercedes | 1:36,365           | 1:36,087           |                    | 12      |
| 13                   | 31 | Esteban Ocon     | Alpine-Renault               | 1:36,372           | 1:36,137           |                    | 13      |
| 14                   | 18 | Lance Stroll     | Aston Martin Aramco-Mercedes | 1:36,575           | 1:36,181           |                    | 14      |
| 15                   | 24 | Zhou Guanyu      | Alfa Romeo-Ferrari           | 1:36,554           | 1:36,182           |                    | 15      |
| 16                   | 27 | Nico Hülkenberg  | Haas-Ferrari                 | 1:36,749           |                    |                    | 16      |
| 17                   | 20 | Kevin Magnussen  | Haas-Ferrari                 | 1:36,922           |                    |                    | 17      |
| 18                   | 77 | Valtteri Bottas  | Alfa Romeo-Ferrari           | 1:36,922           |                    |                    | 18      |
| 19                   | 22 | Yūki Tsunoda     | AlphaTauri-Honda RBPT        | 1:36,945           |                    |                    | 19      |
| 20                   | 2  | Logan Sargeant   | Williams-Mercedes            | 1:37,186           |                    |                    | 20      |
| 107% czasu: 1:42,716 |    |                  |                              |                    |                    |                    |         |
| Źródło: FIA          |    |                  |                              |                    |                    |                    |         |

### Sprint
| P           | Nr | Kierowca         | Konstruktor                  | Okr. | Czas         | Start | +/−       | Punkty |
| ----------- | -- | ---------------- | ---------------------------- | ---- | ------------ | ----- | --------- | ------ |
| 1           | 1  | Max Verstappen   | Red Bull Racing-Honda RBPT   | 19   | 31:30,849    | 1     | Bez zmian | 8      |
| 2           | 44 | Lewis Hamilton   | Mercedes                     | 19   | +9,465       | 3     | 1         | 7      |
| 3           | 16 | Charles Leclerc  | Ferrari                      | 19   | +17,987      | 2     | 1         | 6      |
| 4           | 4  | Lando Norris     | McLaren-Mercedes             | 19   | +18,863      | 4     | Bez zmian | 5      |
| 5           | 11 | Sergio Pérez     | Red Bull Racing-Honda RBPT   | 19   | +22,928      | 7     | 2         | 4      |
| 6           | 55 | Carlos Sainz Jr. | Ferrari                      | 19   | +28,307      | 6     | Bez zmian | 3      |
| 7           | 10 | Pierre Gasly     | Alpine-Renault               | 19   | +32,403      | 9     | 2         | 2      |
| 8           | 63 | George Russell   | Mercedes                     | 19   | +34,250      | 11    | 3         | 1      |
| 9           | 23 | Alexander Albon  | Williams-Mercedes            | 19   | +34,567      | 8     | 1         |        |
| 10          | 81 | Oscar Piastri    | McLaren-Mercedes             | 19   | +42,403      | 5     | 5         |        |
| 11          | 31 | Esteban Ocon     | Alpine-Renault               | 19   | +44,986      | 13    | 2         |        |
| 12          | 3  | Daniel Ricciardo | AlphaTauri-Honda RBPT        | 19   | +45,509      | 10    | 2         |        |
| 13          | 14 | Fernando Alonso  | Aston Martin Aramco-Mercedes | 19   | +49,086      | 12    | 1         |        |
| 14          | 22 | Yūki Tsunoda     | AlphaTauri-Honda RBPT        | 19   | +49,733      | 19    | 5         |        |
| 15          | 27 | Nico Hülkenberg  | Haas-Ferrari                 | 19   | +56,650      | 16    | 1         |        |
| 16          | 77 | Valtteri Bottas  | Alfa Romeo-Ferrari           | 19   | +1:04,401    | 18    | 2         |        |
| 17          | 24 | Zhou Guanyu      | Alfa Romeo-Ferrari           | 19   | +1:07,972    | 15    | 2         |        |
| 18          | 20 | Kevin Magnussen  | Haas-Ferrari                 | 19   | +1:11,122    | 17    | 1         |        |
| 19          | 2  | Logan Sargeant   | Williams-Mercedes            | 19   | +1:11,449    | 20    | 1         |        |
| NS          | 18 | Lance Stroll     | Aston Martin Aramco-Mercedes | 16   | NU (hamulce) | 14    |           |        |
| Źródło: FIA |    |                  |                              |      |              |       |           |        |

### Najszybsze okrążenie w sprincie
| Nr          | Kierowca       | Konstruktor                | Czas     | Okr. |
| ----------- | -------------- | -------------------------- | -------- | ---- |
| 1           | Max Verstappen | Red Bull Racing-Honda RBPT | 1:39,060 | 2    |
| Źródło: FIA |                |                            |          |      |

### Prowadzenie w sprincie
| Nr                              | Kierowca       | Konstruktor                | Okrążenia | Suma |
| ------------------------------- | -------------- | -------------------------- | --------- | ---- |
| 1                               | Max Verstappen | Red Bull Racing-Honda RBPT | 1–19      | 19   |
| \| Wykres \| \| ------ \| \| \| |                |                            |           |      |
| Źródło: FIA                     |                |                            |           |      |
| Wykres                          |                |                            |           |      |
|                                 |                |                            |           |      |

### Wyścig
| P           | Nr | Kierowca         | Konstruktor                  | Okr. | Czas             | Start | +/−       | Punkty |
| ----------- | -- | ---------------- | ---------------------------- | ---- | ---------------- | ----- | --------- | ------ |
| 1           | 1  | Max Verstappen   | Red Bull Racing-Honda RBPT   | 56   | 1:35:21,362      | 6     | 5         | 25     |
| 2           | 4  | Lando Norris     | McLaren-Mercedes             | 56   | +10,730          | 2     | Bez zmian | 18     |
| 3           | 55 | Carlos Sainz Jr. | Ferrari                      | 56   | +15,134          | 4     | 1         | 15     |
| 4           | 11 | Sergio Pérez     | Red Bull Racing-Honda RBPT   | 56   | +18,460          | 9     | 5         | 12     |
| 5           | 63 | George Russell   | Mercedes                     | 56   | +24,999          | 5     | Bez zmian | 10     |
| 6           | 10 | Pierre Gasly     | Alpine-Renault               | 56   | +47,996          | 7     | 1         | 8      |
| 7           | 18 | Lance Stroll     | Aston Martin Aramco-Mercedes | 56   | +48,696          | PL    | 13        | 6      |
| 8           | 22 | Yūki Tsunoda     | AlphaTauri-Honda RBPT        | 56   | +1:14,385        | 11    | 3         | 5+1    |
| 9           | 23 | Alexander Albon  | Williams-Mercedes            | 56   | +1:26,714        | 15    | 6         | 2      |
| 10          | 2  | Logan Sargeant   | Williams-Mercedes            | 56   | +1:27,998        | 16    | 6         | 1      |
| 11          | 27 | Nico Hülkenberg  | Haas-Ferrari                 | 56   | +1:29,904        | PL    | 7         |        |
| 12          | 77 | Valtteri Bottas  | Alfa Romeo-Ferrari           | 56   | +1:38,601        | 13    | 1         |        |
| 13          | 24 | Zhou Guanyu      | Alfa Romeo-Ferrari           | 55   | +1 okrążenie     | 12    | 1         |        |
| 14          | 20 | Kevin Magnussen  | Haas-Ferrari                 | 55   | +1 okrążenie     | PL    | 3         |        |
| 15          | 3  | Daniel Ricciardo | AlphaTauri-Honda RBPT        | 55   | +1 okrążenie     | 14    | 1         |        |
| NS          | 14 | Fernando Alonso  | Aston Martin Aramco-Mercedes | 49   | NU (podłoga)     | PL    |           |        |
| NS          | 81 | Oscar Piastri    | McLaren-Mercedes             | 10   | NU (przegrzanie) | 10    |           |        |
| NS          | 31 | Esteban Ocon     | Alpine-Renault               | 6    | NU (podłoga)     | 8     |           |        |
| DK          | 44 | Lewis Hamilton   | Mercedes                     | 56   | DK (deska)       | 3     |           |        |
| DK          | 16 | Charles Leclerc  | Ferrari                      | 56   | DK (deska)       | 1     |           |        |
| Źródło: FIA |    |                  |                              |      |                  |       |           |        |

### Najszybsze okrążenie
| Nr          | Kierowca     | Konstruktor           | Czas     | Okr. |
| ----------- | ------------ | --------------------- | -------- | ---- |
| 22          | Yūki Tsunoda | AlphaTauri-Honda RBPT | 1:38,139 | 56   |
| Źródło: FIA |              |                       |          |      |

### Prowadzenie w wyścigu
| Nr                              | Kierowca        | Konstruktor                | Okrążenia    | Suma |
| ------------------------------- | --------------- | -------------------------- | ------------ | ---- |
| 4                               | Lando Norris    | McLaren-Mercedes           | 1–17, 24–27  | 21   |
| 44                              | Lewis Hamilton  | Mercedes                   | 18–20, 36–38 | 6    |
| 16                              | Charles Leclerc | Ferrari                    | 21–23        | 3    |
| 1                               | Max Verstappen  | Red Bull Racing-Honda RBPT | 28–35, 39–56 | 26   |
| \| Wykres \| \| ------ \| \| \| |                 |                            |              |      |
| Źródło: FIA                     |                 |                            |              |      |
| Wykres                          |                 |                            |              |      |
|                                 |                 |                            |              |      |

## Klasyfikacja po wyścigu

### Kierowcy
| P           | +/−       | Kierowca         | Zgł. | Punkty | P1 | P2 | P3 | PP | NO | NS | NU | NW | WYC | DK |
| ----------- | --------- | ---------------- | ---- | ------ | -- | -- | -- | -- | -- | -- | -- | -- | --- | -- |
| 1           | Bez zmian | Max Verstappen   | 18   | 466    | 15 | 2  | –  | 10 | 8  | –  | –  | –  | –   | –  |
| 2           | Bez zmian | Sergio Pérez     | 18   | 240    | 2  | 4  | 2  | 2  | 2  | 1  | 1  | –  | –   | –  |
| 3           | Bez zmian | Lewis Hamilton   | 18   | 201    | –  | 2  | 3  | 1  | 3  | 1  | 1  | –  | –   | 1  |
| 4           | Bez zmian | Fernando Alonso  | 18   | 183    | –  | 3  | 4  | –  | 1  | 1  | 1  | –  | –   | –  |
| 5           | Bez zmian | Carlos Sainz Jr. | 18   | 171    | 1  | –  | 2  | 2  | –  | 2  | 1  | 1  | –   | –  |
| 6           | 1         | Lando Norris     | 18   | 159    | –  | 5  | 1  | –  | –  | –  | –  | –  | –   | –  |
| 7           | 1         | Charles Leclerc  | 18   | 151    | –  | 1  | 2  | 3  | –  | 3  | 3  | –  | –   | 1  |
| 8           | Bez zmian | George Russell   | 18   | 143    | –  | –  | 1  | –  | 1  | 2  | 3  | –  | –   | –  |
| 9           | Bez zmian | Oscar Piastri    | 18   | 83     | –  | 1  | 1  | –  | 1  | 3  | 3  | –  | –   | –  |
| 10          | 1         | Pierre Gasly     | 18   | 56     | –  | –  | 1  | –  | –  | 1  | 3  | –  | –   | –  |
| 11          | 1         | Lance Stroll     | 18   | 53     | –  | –  | –  | –  | –  | 3  | 3  | –  | 1   | –  |
| 12          | Bez zmian | Esteban Ocon     | 18   | 44     | –  | –  | 1  | –  | –  | 6  | 7  | –  | –   | –  |
| 13          | Bez zmian | Alexander Albon  | 18   | 25     | –  | –  | –  | –  | –  | 3  | 3  | –  | –   | –  |
| 14          | Bez zmian | Valtteri Bottas  | 18   | 10     | –  | –  | –  | –  | –  | 2  | 2  | –  | –   | –  |
| 15          | Bez zmian | Nico Hülkenberg  | 18   | 9      | –  | –  | –  | –  | –  | 1  | 1  | –  | –   | –  |
| 16          | 1         | Yūki Tsunoda     | 18   | 8      | –  | –  | –  | –  | 1  | 2  | 1  | 1  | –   | –  |
| 17          | 1         | Zhou Guanyu      | 18   | 6      | –  | –  | –  | –  | 1  | 2  | 2  | –  | –   | –  |
| 18          | Bez zmian | Kevin Magnussen  | 18   | 3      | –  | –  | –  | –  | –  | 1  | 3  | –  | –   | –  |
| 19          | Bez zmian | Liam Lawson      | 5    | 2      | –  | –  | –  | –  | –  | –  | –  | –  | –   | –  |
| 20          | Bez zmian | Logan Sargeant   | 18   | 1      | –  | –  | –  | –  | –  | 4  | 6  | –  | –   | –  |
| 21          | Bez zmian | Nyck de Vries    | 10   | 0      | –  | –  | –  | –  | –  | 1  | 2  | –  | –   | –  |
| 22          | Bez zmian | Daniel Ricciardo | 3    | 0      | –  | –  | –  | –  | –  | –  | –  | –  | –   | –  |
| Źródło: FIA |           |                  |      |        |    |    |    |    |    |    |    |    |     |    |

### Konstruktorzy
| P           | +/−       | Konstruktor                  | Zgł. | Punkty | P1 | P2 | P3 | PP | NO | NS | NU | NW | WYC | DK |
| ----------- | --------- | ---------------------------- | ---- | ------ | -- | -- | -- | -- | -- | -- | -- | -- | --- | -- |
| 1           | Bez zmian | Red Bull Racing-Honda RBPT   | 36   | 706    | 17 | 6  | 2  | 12 | 10 | 1  | 1  | –  | –   | –  |
| 2           | Bez zmian | Mercedes                     | 36   | 344    | –  | 2  | 4  | 1  | 4  | 3  | 4  | –  | –   | 1  |
| 3           | Bez zmian | Ferrari                      | 36   | 322    | 1  | 1  | 4  | 5  | –  | 5  | 4  | 1  | –   | 1  |
| 4           | 1         | McLaren-Mercedes             | 36   | 242    | –  | 6  | 2  | –  | 1  | 3  | 3  | –  | –   | –  |
| 5           | 1         | Aston Martin Aramco-Mercedes | 36   | 236    | –  | 3  | 4  | –  | 1  | 4  | 4  | –  | 1   | –  |
| 6           | Bez zmian | Alpine-Renault               | 36   | 100    | –  | –  | 2  | –  | –  | 7  | 10 | –  | –   | –  |
| 7           | Bez zmian | Williams-Mercedes            | 36   | 26     | –  | –  | –  | –  | –  | 7  | 9  | –  | –   | –  |
| 8           | Bez zmian | Alfa Romeo-Ferrari           | 36   | 16     | –  | –  | –  | –  | 1  | 4  | 4  | –  | –   | –  |
| 9           | Bez zmian | Haas-Ferrari                 | 36   | 12     | –  | –  | –  | –  | –  | 2  | 4  | –  | –   | –  |
| 10          | Bez zmian | AlphaTauri-Honda RBPT        | 36   | 10     | –  | –  | –  | –  | 1  | 3  | 3  | 1  | –   | –  |
| Źródło: FIA |           |                              |      |        |    |    |    |    |    |    |    |    |     |    |